# Liste der Kulturgüter im Kanton Schwyz
Die Liste der Kulturgüter im Kanton Schwyz bietet eine Übersicht zu Verzeichnissen von Objekten unter Kulturgüterschutz in den 30 Gemeinden des Kantons Schwyz. Die Verzeichnisse enthalten Kulturgüter von nationaler, regionaler und lokaler Bedeutung.

## Geordnet nach Gemeinden in alphabetischer Reihenfolge
- Alpthal
- Altendorf
- Arth
- Einsiedeln
- Feusisberg
- Freienbach
- Galgenen
- Gersau
- Illgau
- Ingenbohl
- Innerthal
- Küssnacht
- Lachen
- Lauerz
- Morschach
- Muotathal
- Oberiberg
- Reichenburg
- Riemenstalden
- Rothenthurm
- Sattel
- Schübelbach
- Schwyz
- Steinen
- Steinerberg
- Tuggen
- Unteriberg
- Vorderthal
- Wangen
- Wollerau